# James Guy
James Guy (n. 26 noiembrie 1995, Bury, Anglia, Regatul Unit) este un înotător britanic, medaliat olimpic. A participat la 2 ediții ale Jocurilor Olimpice (2016, 2020) în care a câștigat o medalie de argint.